# Wolfriders
(Cutter, capo dei Wolfriders)
I Wolfriders (dall'inglese wolf-riders, letteralmente cavalca-lupi, in Italia conosciuti come wolfrider -anche al plurale- o, a volte, come popolo del lupo) sono una immaginaria tribù elfica, protagonista del fumetto fantasy Elfquest, creato dai coniugi americani Wendy e Richard Pini. Piuttosto diversi dallo tipico stereotipo fantasy dell'elfo alto e raffinato, sono un popolo selvatico, di statura minuta, con grandi occhi e orecchie. Nell'ambito del fumetto, abitano un ipotetico mondo con due lune, conosciuto come Abode, parallelo al nostro.

## Caratteristiche salienti
(Artiglio d'Orso, padre di Cutter)
I Wolfriders sono definiti come degli intrepidi viaggiatori e degli abilissimi cacciatori. Solitamente sono stanziali, abitano e proteggono una selva abbastanza grande per approvvigionarli e farli prosperare, ma se necessario sono in grado di affrontare lunghi viaggi. La loro peculiarità principale è il legame di sangue che li lega ai lupi; la loro capostipite Timmain, infatti, mescolò il suo sangue a quello di questi animali accoppiandosi con un lupo, e dando origine alla loro stirpe. Questo fatto ha permesso ai wolfriders di condividere alcune caratteristiche ferine (ad es. l'udito, la forza, l'olfatto) ma ha accorciato le loro vite, rendendoli mortali, a differenza delle altre razze elfiche del fumetto, e precludendo loro gran parte della magia elfica.

### Descrizione fisica
A differenza degli elfi di Tolkien, i Wolfriders (e la gran parte degli elfi di Elfquest) sono di taglia ridotta rispetto agli umani, non superano mai i 100–110 cm di altezza, hanno corpi proporzionati e dalla muscolatura sviluppata. Come tutti gli Elfi di Elfquest, hanno orecchie a punta, quattro dita nelle mani ed occhi grandi ed espressivi. La loro carnagione è chiara, in quanto conducono una vita prevalentemente notturna. Dai loro fratelli lupi i Wolfriders hanno acquisito caratteristiche ferine: denti aguzzi e peli facciali. Hanno sensi estremamente acuti e la capacità di vedere al buio, dato che solitamente cacciano di notte.
Non sono immortali come gli altri Elfi, ma il loro ciclo di vita termina attorno ai 6.000 anni.
La comunicazione tra i Wolfriders, oltre che orale e psichica, si affida anche nell'ululato lupino. Un elfo di questa tribù ha la capacità di distinguere gli ululati lupini da quelli elfici, identici per qualsiasi altro ascoltatore, e di intuire l'identità di colui che l'ha elevato o lo scopo (richiamo, sfida, richiesta d'aiuto o lamento funebre).
Dalla nascita fino al ventesimo anno, un Wolfriders è considerato Cucciolo (Child o Cub in inglese). Giunto ad un secolo di vita è detto Giovane (Youth). L'età adulta (Adult) giunge solo oltre il secolo e fino ai quattrocento anni. Gli Anziani (Elder) hanno un'età compresa tra i quattrocento e gli ottocento anni. Oltre gli otto secoli un Wolfrider è considerato Antico (Ancient).

### Personalità
I Wolfriders sono istintivi e passionali, dotati di un'insolita vitalità rispetto ai loro ancestrali predecessori, gli Elfi Alti. Ogni elfo è indipendente, ma il richiamo del branco è parte della loro natura. Il branco è guidato da un capo discendente diretto di Timmorn Occhi Gialli, figlio di Timmain, il primo Wolfriders. Quanto il capo stabilisce è legge per tutta la tribù, sia per gli elfi che per i lupi. Il tipico wolfrider è un fiero e risoluto abitante dei boschi, avvezzo a una vita breve e aspra.
I Wolfriders hanno una vera e propria passione per le Dreamberries, particolari bacche con effetti stimolanti ed alcolici.

### Il Compagno Lupo
Ogni Wolfriders è accompagnato da un lupo suo alleato e compagno di viaggio; con esso stabilisce un rapporto empatico e telepatico. Se il lupo viene scacciato dal branco per qualche motivo, come aver perso una contesa per la guida o essere troppo vecchio, l'elfo non ha diritto di tenerlo legato a sé e deve lasciarlo andare. Durante la sua vita un Wolfrider cambia spesso il proprio compagno lupo. Il lupo capobranco non è necessariamente il compagno lupo del leader elfico.

### La Magia
Nel mondo di Elfquest, gli elfi sono naturalmente dotati di poteri magici. Tuttavia i Wolfrider, a causa del loro sangue di lupo, hanno poteri molto limitati rispetto ai loro simili, e solo alcuni membri di questa tribù sviluppano tali doni. Gli Usufruitori di magia Wolfriders sono specializzati nella Guarigione, nel Modellare le Piante o nel Legame animale, le prime generazioni possedevano anche il potere di accendere i fuochi. Il potere di Levitare e altri poteri non fanno parte della loro tradizione magica.

### Il Nome Spirituale
I Wolfriders hanno intense doti telepatiche, che costituiscono il loro mezzo di comunicazione principale. Questo ha fatto sì che ognuno di loro abbia dovuto sviluppare particolari difese mentali e creare una sorta di barriera attorno al proprio io più nascosto. Questa condizione ha fatto sì che ogni Wolfriders potesse avere un proprio luogo psichico personale, protetto da quello che viene chiamato Nome Spirituale.
Il Nome Spirituale è la chiave per accedere all'anima stessa del Wolfrider, sentirlo pronunciato a voce dal proprio compagno di riconoscimento o di un familiare placa qualsiasi rabbia e lascia una sensazione piacevole, ma se questo cade nelle mani di un nemico questi potrebbe ucciderlo straziandone la mente, o ridurlo ad un servitore derelitto e gemente. Anche se non è un'usanza comune, può accadere che due elfi particolarmente affini, ma non riconosciuti, si scambino loro nomi spirituali, siglando spiritualmente il loro rapporto.

#### Nomi Spirituali Wolfriders
Di seguito, sono elencati i nomi spirituali di alcuni wolfriders. (NB tra parentesi il nome proprio)
- Tam (Cutter)
- Fahr (Skywise)
- Lree (Aurora)
- Sur (Occhio Solitario)
- Twen (Crepuscolo)
- Ulm (Lancia Rossa)
- Jial (Scouter)
- Sohn (Tyleet)

### Il Riconoscimento
(Leetah, guaritrice dei Wolfriders)
Il Riconoscimento è una componente essenziale nella vita dei Wolfriders, e in generale di tutti gli elfi del mondo di Elfquest. Si tratta di un fenomeno che avviene quando due Elfi, la cui unione genererebbe un nuovo e straordinario elfo, entrano in contatto. La leggenda parla dell'incontro degli occhi come chiave per scatenare in Riconoscimento. Il seguito è un imperativo biologico e la condivisione del nome spirituale.
Quanti vivono questa esperienza non sono sempre legati alla persona riconosciuta, difatti possono avere altri compagni, ma il legame empatico e telepatico si mantiene. Anche a grande distanza, i due elfi Riconosciuti possono avvertire sottili sensazioni provenire l'uno dall'altro, soprattutto nel caso di esperienze emotive scioccanti.
Due Elfi legati dal Riconoscimento si scambiano vicendevolmente il proprio nome spirituale. Per motivi di ricambio genetico il Riconoscimento è facilitato fra elfi appartenenti a popoli diversi. Nei momenti di regressione del numero della tribù, un guaritore elfico può stimolare magicamente il Riconoscimento.

### Organizzazione sociale
Nel fumetto, l'intera organizzazione sociale dei Wolfriders è retta dal capotribù, o capo.
Quanto il capo stabilisce è legge per tutta la tribù, sia per gli elfi che per i lupi. Il segno del comando è costituito da una particolare acconciatura dei capelli: una coda retta da un ornamento.
Secondo la tradizione, il leader dei Wolfriders è figlio del leader precedente e diretto discendente di Riconoscimento dello stesso Timmorn Occhi Gialli. Chiunque può tuttavia sfidare in combattimento il capo per prenderne il ruolo, sul modello della struttura sociale dei lupi, e stabilire chi guida la tribù. Lo sconfitto può essere bandito dalla tribù, a discrezione del vincitore. Il ruolo di capo o la sua autorità può essere messa in discussione solo da un duello tribale.
Il secondo in comando è il Wolfrider più anziano della tribù. Esiste poi un Consiglio, indetto dal Capo, in cui la Tribù si confronta su problemi comuni. Altri ruoli sono quello del Cantastorie, che mantiene i ricordi della storia del clan sotto forma di canti, e del Custode della Via, che ha il compito di rammentare “la Via” dei Wolfriders.

#### LaViadei Wolfriders
I Wolfriders vivono seguendo una disciplina conosciuta come la “Via”, una serie di regole non scritte, ma tramandate oralmente, che regolano la loro vita.
Alcuni di questi precetti, che possono essere desunti dai dialoghi del fumetto, sono:
- Un elfo non può uccidere un suo simile.
- La preda va rispettata e non va cacciata se non per necessità.
- La caccia avviene di notte, il giorno è usato per nascondersi e riposarsi.
- Il fuoco è rifiutato e ci si nutre di carne cruda.
- Un Wolfrider caduto viene portato nella foresta dai lupi e restituisce carne ed ossa alla madre terra.
- “Mostrare la gola” è il modo dei Wolfriders per chiedere la resa.

### Nomi
I nomi Wolfrider sono solitamente dei nomi compositi, ed hanno spesso un riferimento ad una caratteristica fisica o caratteriale dell'elfo, oppure da un'esperienza vissuta. Ad esempio Occhio Solitario ottenne questo nome quando gli umani lo accecarono, StrongBow ha avuto il proprio nome per la sua capacità con l'arco. Il loro nome può anche cambiare in seguito ad eventi: Orma Rossa il cercatore di tracce, venne chiamato Lancia Rossa da quando salvò il proprio capo trafiggendo appunto con una lancia una bestia che l'aveva assalito.
Un corrispettivo storico ai nomi dei Wolfriders può essere individuato nei nomi propri degli indiani d'America, specialmente dei Sioux.

### Territori Wolfrider
Quando un clan di cavalcatori di lupi trova una zona a loro adatta, solitamente la ribattezzano Selva e vi si instaurano. Solitamente tendono a non far sospettare nessuno della loro presenza. I loro modellatori di alberi proteggono la cerchia più interna con barriere vegetali e modellano grandi alberi per usarli come dimore. Per quanto consentano alle altre razze di cacciare nei loro territori, sempre in zone marginali, proteggono a tutti i costi la segretezza del cuore delle loro selve.

### Capi Wolfrider
(NB indicati con il nome italiano, se presente. Il nome originale è posto tra parentesi)
1. Timmorn Occhi Gialli, (Timmorn Gold-Eyed), figlio di Timmain Modellatrice di sé stessa
2. Rahne la Lupa (Rahne the She-Wolf)
3. PreyPacer, colui che fu bandito
4. Doppia Lancia (Two Spears), il Lupo Risvegliato
5. Skyfire, la Cacciatrice
6. Freefoot
7. Tanner
8. Goodtree, la modellatrice di alberi
9. Mantricker (sporadicamente tradotto come Gabbauomo)
10. Artiglio d'Orso (Bearclaw)
11. Cutter, il Cercatore di Stirpi
12. Ember

Nel fumetto, i Wolfriders sono soliti celebrare periodicamente una cerimonia, detta "il Canto del Lupo", in cui elencano e ricordano tutti i loro antichi leader, a partire da Timmorn.